# Bolesław Robakowski
Bolesław Robakowski (ur. 23 września 1922 w Ośniszczewku, zm. 19 czerwca 2023 w Gdańsku) – działacz samorządowy.

## Życiorys
Syn Stanisława i Wiktorii. Był pracownikiem Stoczni Gdańskiej (1946–1951), w której był spawaczem (1946–1950) i sekretarzem Komitetu Zakładowego PZPR (1950–1951). Ukończył Wieczorową Szkołę Techniczną (1946). Następnie pełnił funkcję kier. Wydziału Ekonomicznego Komitetu Miejskiego PZPR w Gdańsku (1951–1956), z-cy kier. wydziału Komitetu Wojewódzkiego w Gdańsku (1956), sekretarza KM PZPR w Gdańsku (1957), z-cy dyr. Gdańskich Zakładów Chemicznych (1957-1958), kier. Wydziału Przemysłu Prezydium Miejskiej Rady Narodowej w Gdańsku (1958–1959), kier. Wydziału Gospodarki Komunalnej i Mieszkaniowej tamże (1959–1961). Absolwent Politechniki Gdańskiej z tytułem inżyniera mechanika. Powierzono mu funkcję z-cy przew. PMRN w Gdańsku (1961–1969), przew. MRN w Sopocie (1969–1975), następnie prezydenta Sopotu (1975–1978), skąd przeszedł na emeryturę.